# Cuarto de tono
Un  cuarto de tonoⓘ o cuartitono es un intervalo musical igual a la mitad de un semitono, que es un cuarto de un tono entero.

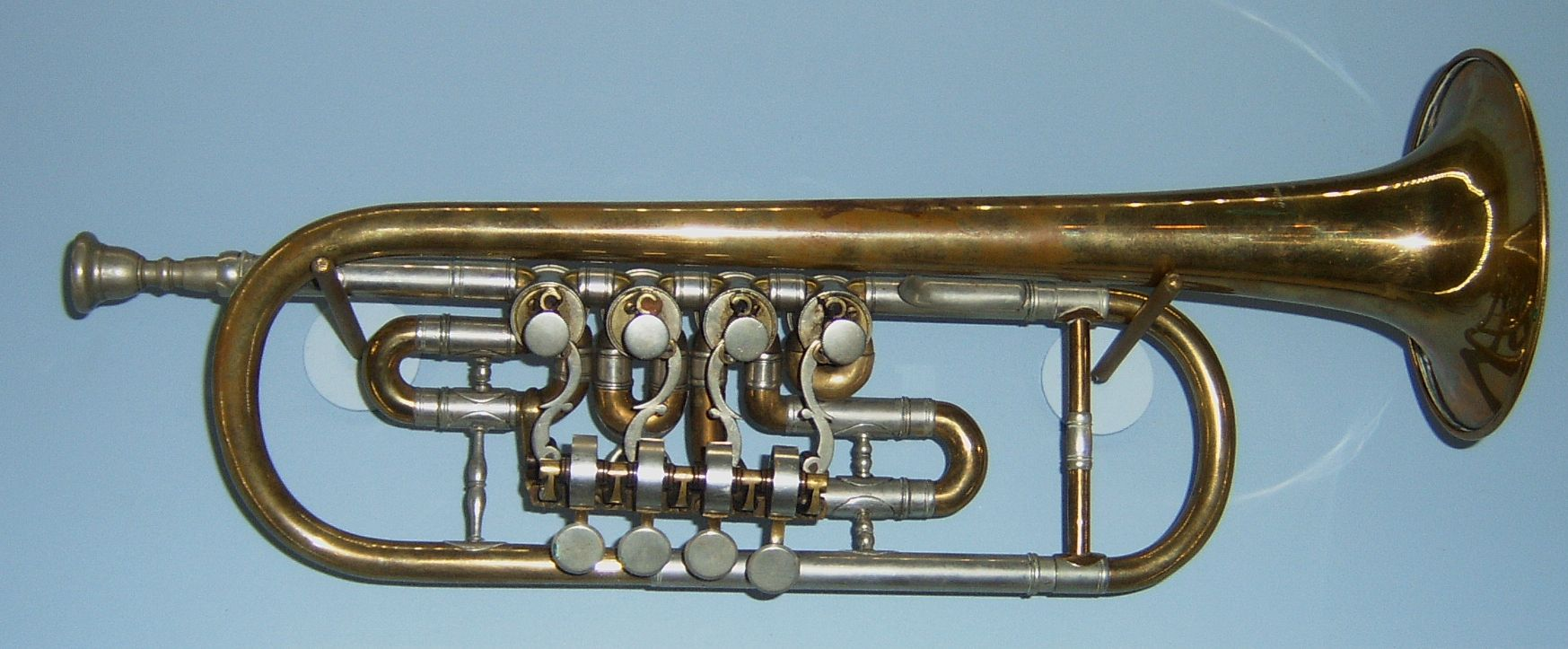
Trompeta con tres válvulas normales y una que realiza cuartos de tono (derecha).

Varios compositores son conocidos por haber escrito música que contiene cuartos de tono o en la escala de cuartos de tono, propuesta por primera vez por el teórico musical del siglo XIX Mikha'il Mishaqah (Touma 1996, p.16), como: Pierre Boulez, Julián Carrillo, Mildred Couper, Alberto Ginastera, Gérard Grisey, Alois Hába, Charles Ives, Tristan Murail, Krzysztof Penderecki, Giacinto Scelsi, Tui St. George Tucker, Ivan Alexandrovich Wyschnegradsky, Iannis Xenakis, Miguel Oblitas Bustamante, entre otros, este último ha investigado las escalas de la antigua cultura Nasca en Perú.
El cuarto de tono es utilizado por la música árabe, cuyo sistema divide a la octava en 24 sonidos. En este sistema temperado de afinación se encuentran al mismo tiempo cuartos de tono iguales al resultado de dividir la octava en 24 fracciones iguales. El cuarto de tono que resulta de este criterio posee una constante de proporcionalidad geométrica igual a la raíz 24 de 2:
K24 = {\displaystyle {\sqrt[{24}]{2}}} = 1.0293022366434...
Uno de los primeros registros en el sistema tonal occidental de dicha fórmula vendría darse por la relación de Ramos de Pareja para dividir un tramo en segmentos equidistantes 
Kn = {\displaystyle {\sqrt[{n}]{2}}}

El cuarto de tono mide exactamente 50 cents, pues el cent utiliza el semitono temperado como referencia, es su centésima parte:
1 semitono = 100 cents ; 1 cuartitono = 50 cents ; 1 tono = 200 cents